# Ignatius Paoli

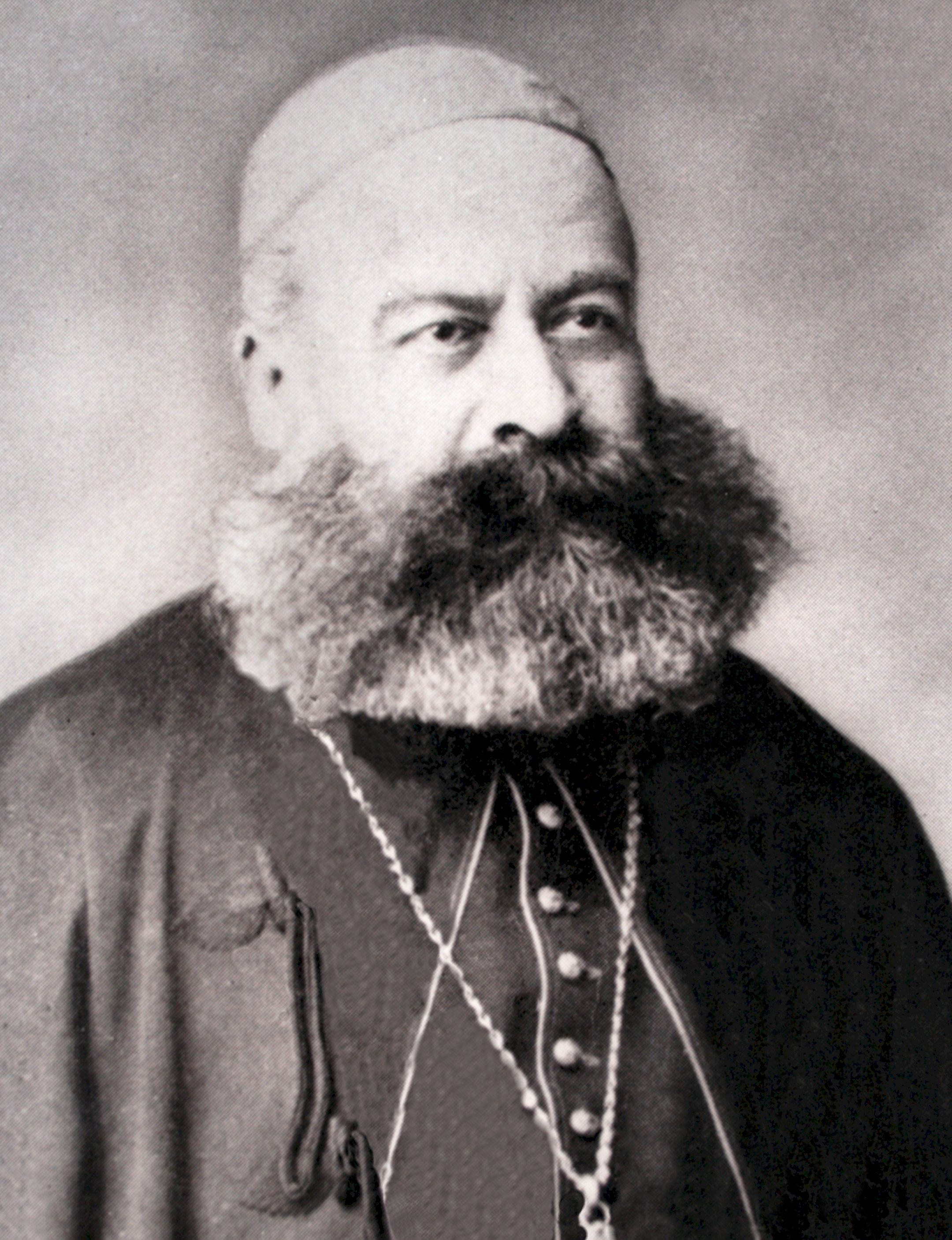
Erzbischof Ignatius Paoli um 1880

Ignatius Paoli CP eigentlich Feliciano Paoli (* 25. Juli 1818 in Florenz; † 27. Februar 1885 in Wien) war ein italienischer römisch-katholischer Geistlicher, Stifter der römisch-katholischen Kathedrale St. Josef und erster Erzbischof von Bukarest.

## Leben

### Frühe Jahre
Der junge Paoli trat in die Ordensgemeinschaft der Passionisten (CP) ein und legte 1846 seine Profess ab, wobei er den Ordensnamen Ignatius annahm, und empfing 1849 nach seinem theologischen Studium in Rom die Priesterweihe.
1857 wurde er Provinzial der Kongregation der Passionisten in der irischen römisch-katholischen Kirche. 1867 wurde unter seiner Führung das kirchliche Kollegium St Angus gegründet, als dessen erster Präsident und Spiritual-Direktor er fungierte. Außerdem war Paoli Professor für Geschichte und Exegese. Ende 1868 wirkte er in Ardoyne, einem Stadtteil von Belfast, und baute dort die erste Kirche, die im Juni 1869 geweiht wurde und den Namen „St. Peter and Paul“ trägt. Er nahm auch am 1. Vatikanischen Konzil teil.

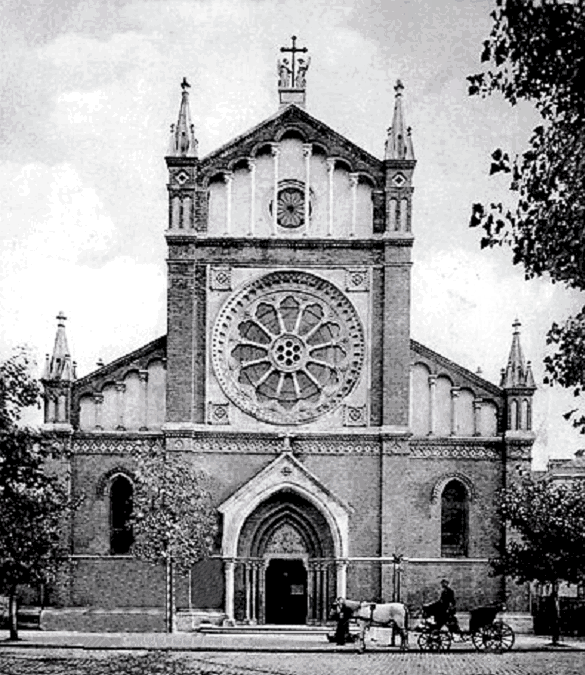
Kathedrale St. Josef in Bukarest um 1900

### Bischof
Paoli wurde am 19. August 1870 von Papst Pius IX. zum Bischof von Nikopolis und Bulgarien sowie Apostolischen Administrator (Vikar) der Walachei ernannt. Die Bischofsweihe spendete ihm am 28. August 1870 in Rom der Kardinalbischof von Porto e Santa Rufina, Costantino Kardinal Patrizi Naro; Mitkonsekratoren waren die Erzbischöfe Pietro de Villanova Castellacci und Salvatore Nobili Vitelleschi, Bischof von Osimo und Cingoli.
Ignatius Paoli wurde zum Stifter des Baus der römisch-katholischen Kathedrale St. Josef von Bukarest, die Ende des Jahres 1883 fertiggestellt war. Die benötigten Gelder zum Bau des Gotteshauses kamen von Gläubigen, angesehenen Persönlichkeiten der rumänischen Fürstentümer sowie Freunden und dem Bischof bekannten ausländischen Gönnern.
Im August 1871 hielt Bischof Ignatius Paoli eine Diözesansynode zu Bukarest ab, auch eröffnete er ein Seminar zur Ausbildung angehender Priester.
Der Geistliche war auch maßgeblich daran beteiligt, dass der designierte König Carol I. den Gregorianischen Kalender zum 1. Januar 1880 gegen den Widerstand orthodoxer, aber auch katholischer Kleriker in Rumänien für die katholische Kirche der rumänischen Länder einführen ließ. Dazu hatte er in reger Korrespondenz zwischen dem Vatikan und dem im Auftrag Carols agierenden Mihail Kogălniceanu vermittelt.
Am 14. März 1881 krönte er König Carol I. von Rumänien.
Papst Leo XIII. unterzeichnete am 27. April 1883 die Bulle Praecipuum munus, in dem er das Apostolische Vikariat der Walachei zum Erzbistum erklärte und Ignatius Paoli in den Rang eines Erzbischofs erhob. Nach der Einweihung der Kathedrale am Freitag, den 15. Februar 1884 ersuchte der Erzbischof in zahlreichen Bittschreiben um erneute finanzielle Hilfe zur Errichtung weiterer katholischer Kirchen in Rumänien.
Schwer erkrankt, gab Paoli am 2. Februar 1885 sein Amt auf und begab sich zur Behandlung nach Wien, wo er im Alter von 66 Jahren starb. Sein Nachfolger wurde Paolo Giuseppe Palma, ebenfalls ein Passionist.